# Салерна (Палермо)
Салерна је насеље у Италији у округу Палермо, региону Сицилија.
Према процени из 2011. у насељу је живело 1 становника. Насеље се налази на надморској висини од 736 м.